# Nickelodeon Kids' Choice Awards 2008
De 21e jaarlijkse Nickelodeon Kids' Choice Awards werden gehouden in het Pauley Pavilion, Los Angeles op 29 maart 2008. Het evenement werd gepresenteerd door Jack Black. Het stemmen begon op 3 maart op Nick.com en Nicktropolis. The Naked Brothers Band en Miley Cyrus zorgden voor de muzikale begeleiding. Het record uit 2007 van het "aantal stemmen" werd alweer verbroken. Tussen 3 en 29 maart brachten 86.708.020 mensen 88.254.272 keer hun stem uit (wat mogelijk was sinds men meerdere keren kon stemmen) in 18 verschillende categorieën. Stemmen kon op vier plaatsen: www.nick.com, Nicktropolis, TurboNick en Nicks nieuwe mobiele website (wap.nick.com). De prijsuitreiking trok ongeveer 7.500.000 kijkers.

## Presentatie
Jack Black presenteerde de gehele show, Miranda Cosgrove deed meerdere presentaties gedurende de show. Tom Kenny betitelde zichzelf als "The Voice In a Box" als commentator voor de show. Josh Peck en Janet Jackson presenteerden de prijs voor favoriete filmactrice. Emile Hirsch en America Ferrera presenteerden de prijs voor favoriete muziekgroep. Laila Ali presenteerde Akon, Usher en Heidi Klum die de Slime Stunts deden. James Marsden en Hayden Panettiere presenteerden de prijs voor favoriete vrouwelijke zanger. Shia LaBeouf en Harrison Ford presenteerden de prijs voor favoriete stem van animatiefilm. Ryan Sheckler en Abigail Breslin presenteerden het optreden van The Naked Brothers Band. Pete Wentz en Ashlee Simpson presenteerden de prijs voor favoriete realityshow. Jennifer Love Hewitt en Devon Werkheiser presenteerden de prijs voor favoriete mannelijke zanger. Ashton Kutcher presenteerde de Wannabe Award. Howie Mandel presenteerde de boerwedstrijd. Willow Smith, Jaden Smith en Will Smith presenteerden Miley Cyrus. Rihanna en Brendan Fraser presenteerden de prijs voor favoriete tv-show. Steve Carell en Amy Poehler presenteerden de prijs voor favoriete film.
Optredens waren er van The Naked Brothers Band met "I Don't Want to Go to School" en Miley Cyrus met "G.N.O (Girl's Night Out)".
De Slime Stunts waren van
- Akon die in de Jack Black Bobblehead-wagen reed,
- Usher die met een hogedrukwaterspuiter een man in sumopak ongeveer 10 meter ver moest laten glijden.
- Heidi Klum moest een menselijke dartpijl zijn, met de spikes op het achterwerk.

## Prijzen
Er waren in totaal achttien categorieën, met voor elk vier genomineerden.
| Filmprijzen                         | Filmprijzen                                              | Filmprijzen                                    | Filmprijzen                               | Filmprijzen                                                |
| Prijs                               | Winnaar                                                  | Verliezers                                     | Verliezers                                | Verliezers                                                 |
| ----------------------------------- | -------------------------------------------------------- | ---------------------------------------------- | ----------------------------------------- | ---------------------------------------------------------- |
| Favoriete Film                      | Alvin and the Chipmunks                                  | Pirates of the Caribbean: At World's End       | Are We Done Yet?                          | Transformers                                               |
| Favoriete Animatiefilm              | Ratatouille                                              | Bee Movie                                      | The Simpsons Movie                        | Shrek the Third                                            |
| Favoriete Stem uit een Animatiefilm | Eddie Murphy (Donkey, Shrek the Third)                   | Cameron Diaz (Princess Fiona, Shrek the Third) | Mike Myers (Shrek, Shrek the Third)       | Jerry Seinfeld, (Barry Bee Benson, Bee Movie)              |
| Favoriete Mannelijke Filmster       | Johnny Depp (Pirates of the Caribbean: At World's End)   | Ice Cube (Are We Done Yet?)                    | Dwayne "The Rock" Johnson (The Game Plan) | Eddie Murphy (Norbit)                                      |
| Favoriete Vrouwelijke Filmster      | Jessica Alba (Fantastic Four: Rise of the Silver Surfer) | Kirsten Dunst (Spider-Man 3)                   | Drew Barrymore (Music and Lyrics)         | Keira Knightley (Pirates of the Caribbean: At World's End) |

| Muziekprijzen         | Muziekprijzen                     | Muziekprijzen                  | Muziekprijzen         | Muziekprijzen                |
| Prijs                 | Winnaar                           | Verliezers                     | Verliezers            | Verliezers                   |
| --------------------- | --------------------------------- | ------------------------------ | --------------------- | ---------------------------- |
| Favoriete Song        | "Beautiful Girls" (Sean Kingston) | "Big Girls Don't Cry" (Fergie) | "Don't Matter" (Akon) | "Girlfriend" (Avril Lavigne) |
| Favoriete Muziekgroep | Jonas Brothers                    | Linkin Park                    | Fall Out Boy          | Boys Like Girls              |
| Favoriete Zanger      | Chris Brown                       | Bow Wow                        | Justin Timberlake     | Soulja Boy Tell 'Em          |
| Favoriete Zangeres    | Rihanna                           | Fergie                         | Beyoncé               | Alicia Keys                  |

| Tv-prijs              | Tv-prijs                                                   | Tv-prijs                                     | Tv-prijs                                                  | Tv-prijs                                                   |
| Prijs                 | Winnaar                                                    | Verliezers                                   | Verliezers                                                | Verliezers                                                 |
| --------------------- | ---------------------------------------------------------- | -------------------------------------------- | --------------------------------------------------------- | ---------------------------------------------------------- |
| Favoriete Tv-show     | Drake & Josh                                               | iCarly                                       | Hannah Montana                                            | The Suite Life of Zack & Cody                              |
| Favoriete Cartoon     | Avatar: De Legende van Aang                                | SpongeBob SquarePants                        | Ed, Edd n Eddy                                            | The Simpsons                                               |
| Favoriete Realityshow | Are You Smarter Than a 5th Grader?                         | Deal or No Deal                              | America's Next Top Model                                  | American Idol                                              |
| Favoriete Acteur      | Drake Bell (Drake Parker, Drake & Josh)                    | Josh Peck (Josh Nichols, Drake & Josh)       | Cole Sprouse (Cody Martin, The Suite Life of Zack & Cody) | Dylan Sprouse (Zack Martin, The Suite Life of Zack & Cody) |
| Favoriete Actrice     | Miley Cyrus (Miley Stewart/Hannah Montana, Hannah Montana) | Raven-Symoné (Raven Baxter, That's So Raven) | Emma Roberts (Addie Singer, Unfabulous)                   | Jamie Lynn Spears (Zoey Brooks, Zoey 101)                  |

| Sportprijzen     | Sportprijzen   | Sportprijzen    | Sportprijzen   | Sportprijzen     |
| Prijs            | Winnaar        | Verliezers      | Verliezers     | Verliezers       |
| ---------------- | -------------- | --------------- | -------------- | ---------------- |
| Favoriete Atleet | Tony Hawk      | Tiger Woods     | Alex Rodriguez | Shaquille O'Neal |
| Favoriete Atlete | Danica Patrick | Serena Williams | Venus Williams | Cheryl Ford      |

| Overige prijzen     | Overige prijzen   | Overige prijzen      | Overige prijzen         | Overige prijzen                       | Overige prijzen        |
| Prijs               | Winnaar           | Verliezers           | Verliezers              | Verliezers                            | Verliezers             |
| ------------------- | ----------------- | -------------------- | ----------------------- | ------------------------------------- | ---------------------- |
| Favoriete Videogame | Guitar Hero III   | Sonic Rush Adventure | Rayman Raving Rabbids 2 | Madden NFL '08                        | Dance Dance Revolution |
| Favoriete Boek      | Harry Potterserie | Diary of a Wimpy Kid | How to Eat Fried Worms  | Buffy the Vampire Slayer Season Eight |                        |
| Wannabe Award       | Cameron Diaz      |                      |                         |                                       |                        |